# Estera Kowalska

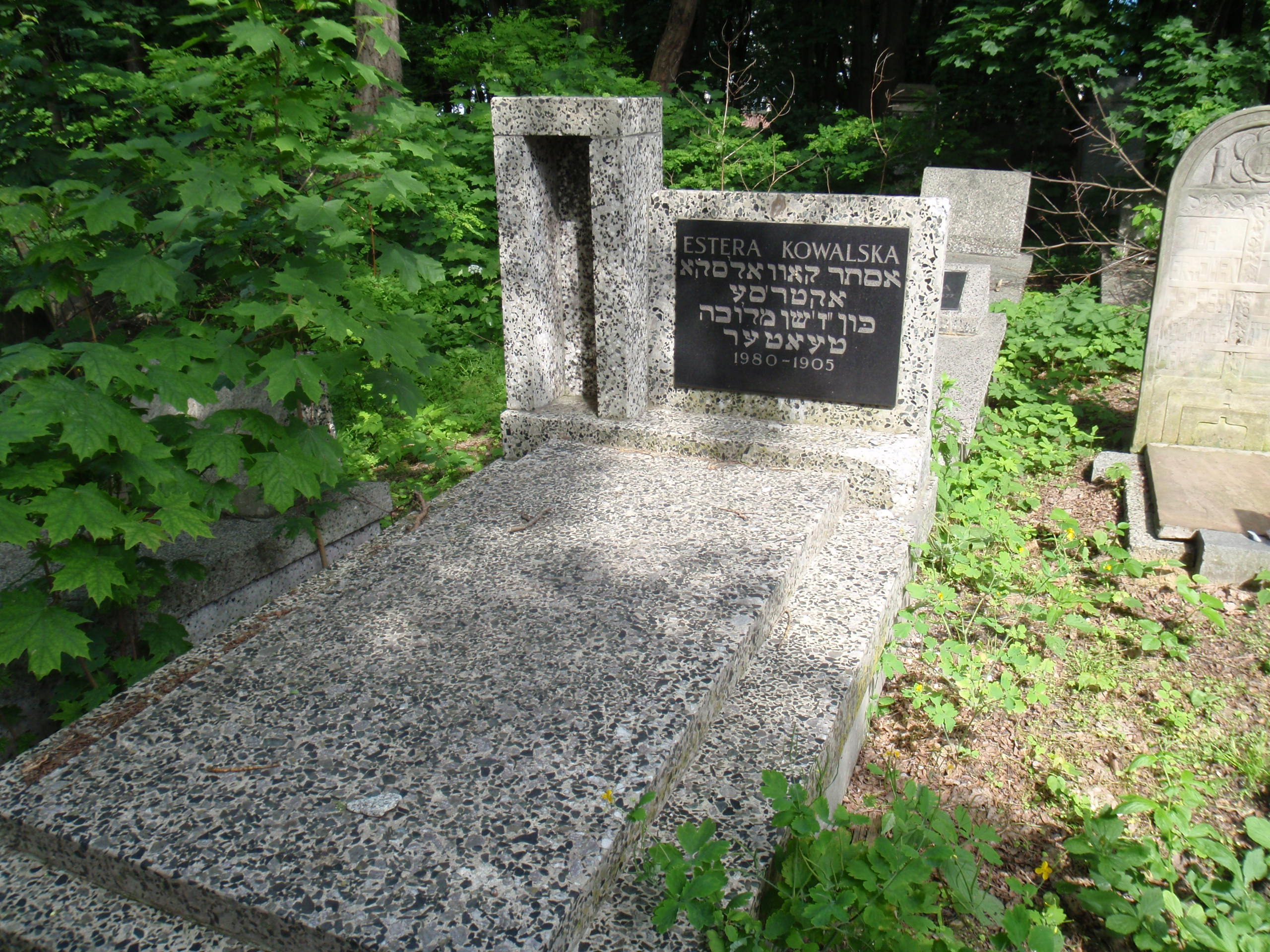
Grób Estery Kowalskiej na cmentarzu żydowskim w Warszawie

Estera Kowalska (jid. אסתר קאָוואַלסקאַ; ur. 3 maja 1905, zm. 11 marca 1980 w Warszawie) – polska aktorka teatralna i filmowa żydowskiego pochodzenia. Wieloletnia aktorka Teatru Żydowskiego w Łodzi, Dolnośląskiego Teatru Żydowskiego we Wrocławiu i Teatru Żydowskiego w Warszawie.
Zmarła w Warszawie. Pochowana na cmentarzu żydowskim przy ulicy Okopowej (kwatera 8, rząd 13).

## Kariera
| Teatr Żydowski w Warszawie - 1978: Planeta Ro - 1977: Spadkobiercy - 1976: Dwaj Kunie-Lemł - 1972: Wielka wygrana - 1970: Tewje Mleczarz - 1969: Zielone pola - 1969: Skarb cesarza - 1967: Matka Courage i jej dzieci - 1966: Swaty - 1965: Urodziłem się w Odessie - 1965: Pusta karczma - 1964: Wielka wygrana - 1960: Trzynaście beczek dukatów - 1959: Zielone pola - 1958: Opera Żyda - 1958: Sender Blank - 1957: Matka Courage i jej dzieci Dolnośląski Teatr Żydowski we Wrocławiu - 1955: Młyn - 1954: Pajęczyna - 1953: Meir Ezofowicz Teatr Żydowski w Łodzi - 1953: Dom w getcie - 1953: Mieszczanie - 1951: Trzydzieści srebrników - 1951: W noc zimową... - 1951: 200.000 - 1950: Rodzina Blank | - 1979: Komedianci - 1979: Dybuk - 1971: Jak daleko stąd, jak blisko |